# Sinagogas de via delle Oche
Las Sinagogas de Via delle Oche eran dos pequeños oratorios de Florencia, en uso entre los siglos VIII y XX .

## Historia
En 1882, poco antes de la demolición del gueto de Florencia a finales del siglo XIX, cuarenta años después de su cierre en 1848, el mobiliario de las dos sinagogas que allí existían se trasladó a dos pequeños oratorios, ambos ubicados en el mismo edificio en via delle Oche n. 5, que fue cedido por Guglielmo Finzi bajo la gestión de la hermandad Mattir Asurim. Los dos oratorios se dedicaron respectivamente al culto italiano y al sefardí. Su actividad cesó en el siglo XX.
Antes de la Segunda Guerra Mundial se cerró el oratorio del rito italiano y en 1962, después de 80 años de actividad, el del rito sefardí. Fue aquí, en via delle Oche, donde en agosto de 1944 los judíos florentinos celebraron la Liberación.
El mobiliario de los dos oratorios se transfirió a Israel, respectivamente, a la sinagoga Yad HaGuiborim en Ramat Gan y a la Yeshivá Kerem BeYavneh, donde todavía se encuentran hoy. En memoria de los dos oratorios, hoy sólo queda en el lugar una placa en la pared exterior del edificio, colocada allí en septiembre de 1980 por la comunidad judía de Florencia.